# George Nash
George Christopher Nash (Guildford, 2 ottobre 1989) è un canottiere britannico, vincitore della medaglia d'oro nel 4 senza a Rio de Janeiro 2016.

## Palmarès
- Giochi olimpici

Londra 2012: bronzo nel 2 senza.
Rio de Janeiro 2016: oro nel 4 senza.
- Mondiali

Chungju 2013: oro nell'8.
Amsterdam 2014: oro nel 4 senza.
Aiguebelette-le-Lac 2015: oro nell'8.
- Mondiali

Belgrado 2014: oro nel 4 senza.
Poznań 2015: argento nell'8.
Brandeburgo 2016: oro nel 4 senza.